# Bismarckhütte (Eisenach)

Die Bismarckhütte in den 1910er Jahren, im Hintergrund der Bismarckturm

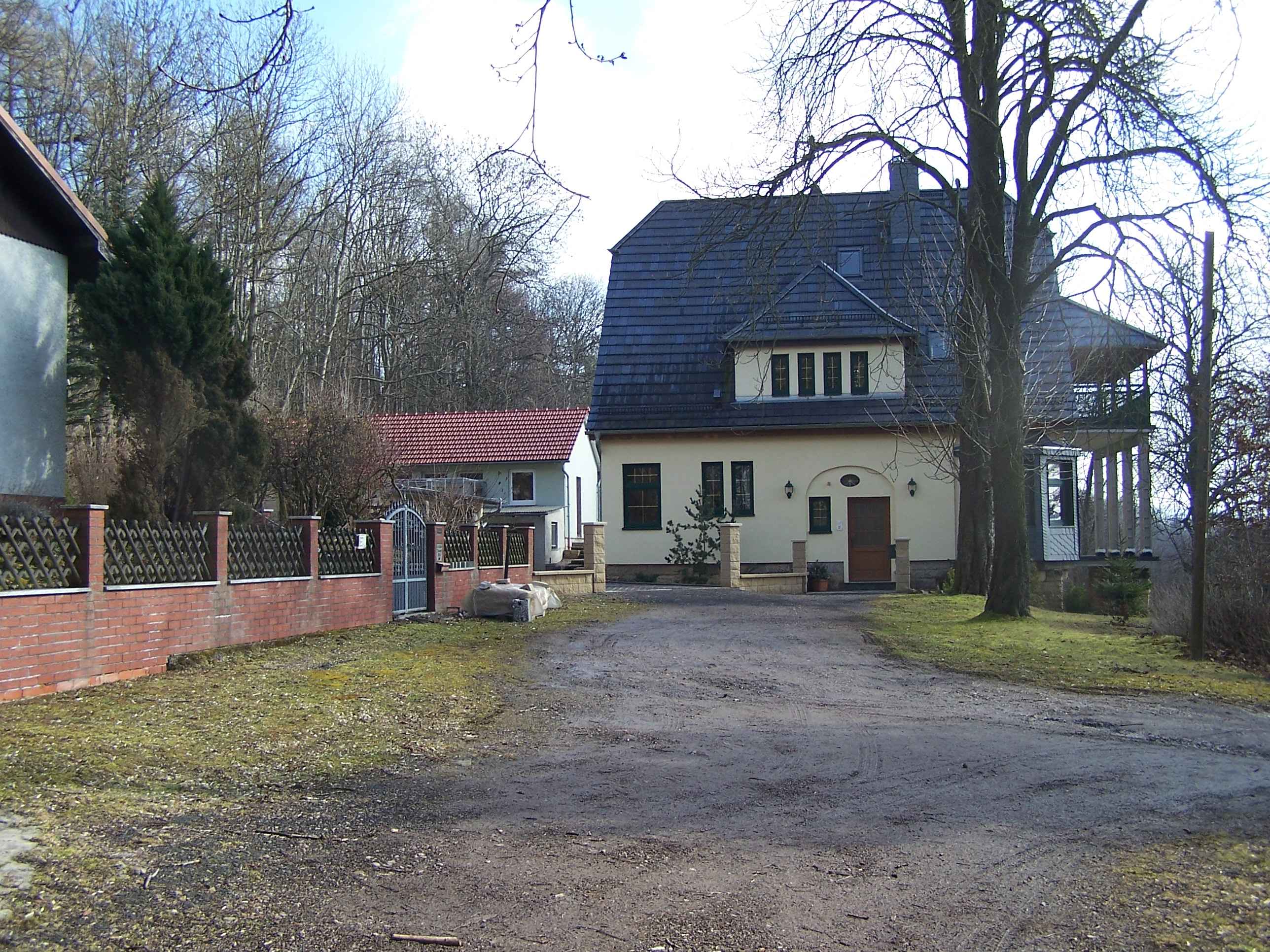
Die Bismarckhütte 100 Jahre später, als Wohnhaus genutzt

Die Bismarckhütte ist ein Wohnhaus auf dem Wartenberg in Eisenach in Thüringen. Bis zum Zweiten Weltkrieg war es als Ausflugsgaststätte mit eigenem Tiergarten ein beliebtes Ausflugsziel der Stadt.

## Geschichte

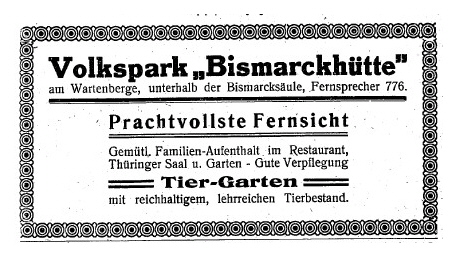
Werbung für den „Volkspark Bismarckhütte“, 1920

Die Bismarckhütte wurde im Jahr 1913 nach Plänen des Architekten Max Kehl als Ausflugslokal am Südhang des Wartenberges, unweit des namensgebenden Bismarckturmes erbaut. Ergänzt um einen Tiergarten entwickelte sich das hoch über der Stadt gelegene und einen Fernblick über die Stadt hinweg bis zur Wartburg bietende Lokal schnell zu einem beliebten Ausflugsziel, das vom Stadtzentrum aus über die 1911 eröffnete Bellevuebrücke und die heutige Stresemannstraße schnell und bequem erreichbar war.
Die Blütezeit endete mit dem Bau der Reichsautobahn (spätere BAB 4) in den 1930er Jahren, die unmittelbar unterhalb der Bismarckhütte verlief. Für die Straßenbaumaßnahme musste der Tiergarten verkleinert werden, als Anbindung an das Stadtzentrum verblieb lediglich ein eigens unter der Autobahn hindurch errichteter Fußgängertunnel. Mit Fahrzeugen war die Bismarckhütte fortan direkt von der Autobahn erreichbar – ein Unikum im deutschen Autobahnbau.
Mit Ausbruch des Zweiten Weltkrieges wurde der Tiergarten geschlossen und der Gastronomiebetrieb eingestellt. Nach dem Krieg wurden weite Teile des Wartenberges militärisch genutzt, der zuletzt ruinöse Bismarckturm abgerissen. Die damit nun vom Stadtgebiet isoliert liegende und zunehmend von Bäumen umwachsene Bismarckhütte geriet weitgehend in Vergessenheit.
Nach Ende der DDR-Diktatur und Aufgabe der militärischen Nutzung des Wartenberges wurde das Gebäude saniert und wird seitdem als Wohnhaus genutzt. Im Wald fanden sich bis in die 1990er Jahre noch Reste der Fundamente der Tiergehege des Tierparks.